# 霍洛哈佐
霍洛哈佐（匈牙利語：Hollóháza）是匈牙利包尔绍德-奥包乌伊-曾普伦州所辖的一个村。总面积2.36平方公里，总人口872，人口密度369.5人/平方公里（2011年1月1日）。